# Leonardo Gil
Leonardo Roque Albano Gil, mais conhecido como Leonardo Gil (Río Gallegos, 31 de maio de 1991) é um futebolista argentino-chileno que atua como volante. Atualmente, defende o Huracán.

## Carreira

### CAI
Nascido em Río Gallegos, Argentina, Gil terminou sua formação nos juvenis do CAI, após representar o Boxing e o Ferrocarril YCF. Ele fez sua estreia na equipe em 3 de outubro de 2009, entrando como reserva no segundo tempo na derrota em casa pela Primera B Nacional por 1–0 contra o Independiente Rivadavia.
Gil ganhou confiança da equipe e se tornou titular regular a partir da campanha de 2010-11 em diante, mesmo assim, sua equipe sofreu dois rebaixamentos consecutivos.

### Olimpo
Em julho de 2012, Gil foi transferido para o Olimpo, inicialmente por um empréstimo de um ano. Ele marcou seu primeiro gol profissional em 7 de outubro, marcando o único gol da partida na derrota fora de casa contra o Boca Unidos.
Um titular indiscutível, ele contribuiu com cinco gols em 35 partidas como sua equipe foi promovida à Superliga Argentina. Comprado completamente durante a pré-temporada, ele fez sua estreia na primeira divisão em 4 de agosto de 2013, começando com uma derrota por 2–1 para o San Lorenzo.
Gil marcou seu primeiro gol na primeira divisão em 9 de maio de 2014, marcando o primeiro gol em uma vitória em casa por 3–1 contra o Godoy Cruz.

### Estudiantes
Em 8 de janeiro de 2015, Gil concordou com um contrato de três anos com o Estudiantes, por uma taxa de 1 milhão de dólares por 50% de seus direitos federativos. Ele fez sua estreia pelo clube em 5 de fevereiro, começando em uma derrota fora de casa por 1–0 pela disputa da Copa Libertadores da América de 2015 contra o Independiente del Valle.

### Talleres
Gil nunca se estabeleceu como titular regular no Estudiantes e foi emprestado ao Talleres em 19 de julho de 2016, por um ano de contrato.

### Rosario Central
Em 29 de julho de 2017, Gil concordou com um contrato de quatro anos e se transferiu ao Rosario Central. Ele fez sua estreia pelo clube em 26 de agosto, começando em um empate por 1–1 fora de casa contra o Colón. Marcou seu primeiro gol pelo time em 23 de setembro de 2018, ao marcar o único gol da equipe no empate por 1–1 contra o Gimnasia La Plata.

### Al-Ittihad
Em 18 de dezembro de 2019, foi anunciado a compra de Leonardo Gil para o time saudita Al-Ittihad, por uma taxa de 1,8 milhões de dólares.

### Vasco da Gama
Em 15 de outubro de 2020, foi anunciado a transferência de Leonardo Gil para o Vasco da Gama, por um contrato de empréstimo até junho de 2021. Fez sua estreia com a camisa cruzmaltina em 21 de outubro, como substituto no segundo tempo durante uma derrota em casa contra o Corinthians, no qual terminou por 2–1.

## Carreira internacional
Por ter uma avó chilena, Gil é elegível para representar o Chile, bem como o seu país-natal, a Argentina. Em 2015, o técnico Jorge Sampaoli queria nacionalizar Gil para a Seleção Chilena, mas ele rejeitou em favor de prosseguir com a Seleção Argentina.
Gil foi convocado pela sub-20 da Argentina em maio de 2011, mas nunca apareceu em nenhum jogo como titular ou substituto.

## Títulos
Rosario Central
- Copa Argentina: 2017–18

Colo-Colo
- Copa Chile: 2021
- Supercopa do Chile: 2022
- Campeonato Chileno: 2022